# Guennadi Nevelskoï
Guennadi Ivanovitch Nevelskoï (en russe : Геннадий Иванович Невельской) est un navigateur russe, né le 5 décembre (vieux style 23 novembre) 1813 à Drakino (oblast de Kostroma), en Russie, et décédé le 29 avril (17 avril) 1876 à Saint-Pétersbourg.

## Biographie
Guennadi Nevelskoï est né dans la famille d'un officier de marine dans leur domaine de campagne dans ce qui était alors le gouvernement de Kostroma. Après avoir fréquenté l'institut des cadets de la marine de l'Institut naval de Saint-Pétersbourg de 1829 à 1832, il poursuit une carrière d'officier supérieur.
Promu lieutenant en 1836, il participe à une circumnavigation de l'Europe sous les ordres de Friedrich von Lütke en 1846. En 1847, aidé par Nikolaï Mouraviov-Amourski, membre de la société géographique russe, il est nommé capitaine du navire Baïkal, avec lequel il traverse les océans Atlantique et Pacifique de 1848 à 1849. Nevelskoï conduit cette expédition dans l'Extrême-Orient russe et explore la région de l'île Sakhaline, au large de l'embouchure du fleuve Amour,. Le but du voyage était d'explorer la zone maritime autour de Sakhaline et les côtes environnantes, sur lesquelles l'Empire russe voulait étendre son influence.
En 1849, Nevelskoï est le premier navigateur russe à atteindre l'estuaire de l'Amour, prouvant sa navigabilité et l'existence d'un détroit entre le liman de l'Amour et le golfe de Tatarie, ce détroit étant situé en mer d'Okhotsk, entre Sakhaline et le continent. Ignorant tout des efforts du navigateur japonais Rinzō Mamiya, qui avait exploré la région quarante ans auparavant, les Russes prirent le rapport de Nevelskoï comme la première preuve que Sakhaline était une île. Le golfe de Tatarie fut rebaptisé détroit de Tatarie et la section la plus étroite, qui fait suite au détroit de Tatarie, fut nommée détroit de Nevelskoï, en l'honneur du commandant de bord. Le 13 août 1850, il fonde Nikolaïevsk-sur-l'Amour, première colonie russe dans la région. 
Après avoir envoyé le navire passer l'hiver à Petropavlovsk, au Kamtchatka, Nevelskoi revint d'Okhotsk par voie terrestre à Saint-Pétersbourg, où il fut reçu par le tsar Nicolas Ier. Celui-ci ordonna une autre expédition en vue de prendre possession de l'estuaire de l'Amour pour la Russie.

## Postérité
Une ville de l'île de Sakhaline a été renommée Nevelsk en son honneur, en 1946.
Le roman en trois volumes de Nikolaï Zadornov La Guerre pour l'océan (Война за океан), paru en 1963, rend hommage à Guennadi Nevelskoï.
Le roman "La rose des vents" d'Andreï Guelassimov, publié aux éditions des Syrtes en 2023, raconte l'expédition qui a conduit Guennadi Nevelskoï à trouver cette voie navigable.
En 1997, le yacht russe Admiral Nevelskoi de 40 pieds de long (12 mètres) a été retrouvé dans le lagon de l'île Rodrigues. Le professeur Leonid Lysenko était aux commandes en solitaire du yacht pour l'Université d'État maritime russe en tant que navire de recherche, le mât et le gouvernail du navire se sont brisés lors d'un voyage en 1995, dérivant pendant 21 jours jusqu'à ce que Lysenko soit secouru par l'équipage du navire ukrainien Arkaja, date à laquelle l'amiral Nevelskoi a été abandonné. Lyssenko était certain que le navire finirait par couler; cependant, le navire a continué à dériver en mer sans équipage pendant plus de 2 ans avant de finalement s'échouer sur Rodrigues, date à laquelle il a été retiré de l'eau et ramené à terre. 
En 2010, L’Honorable Eric Typhis Degtyarenko a localisé le yacht et a contacté l'Université d'État maritime, date à laquelle le navire a été converti en musée maritime en reconnaissance du seul lien historique de la Russie avec l'océan Indien et les îles Mascareignes.
En juillet 2011, le navire de débarquement BDK-98 est renommé en son honneur.